# 30194 Liamyoung
30194 Liamyoung è un asteroide della fascia principale. Scoperto nel 2000, presenta un'orbita caratterizzata da un semiasse maggiore pari a 2,3861334 UA e da un'eccentricità di 0,1829729, inclinata di 5,87295° rispetto all'eclittica.